# Západosyrský ritus

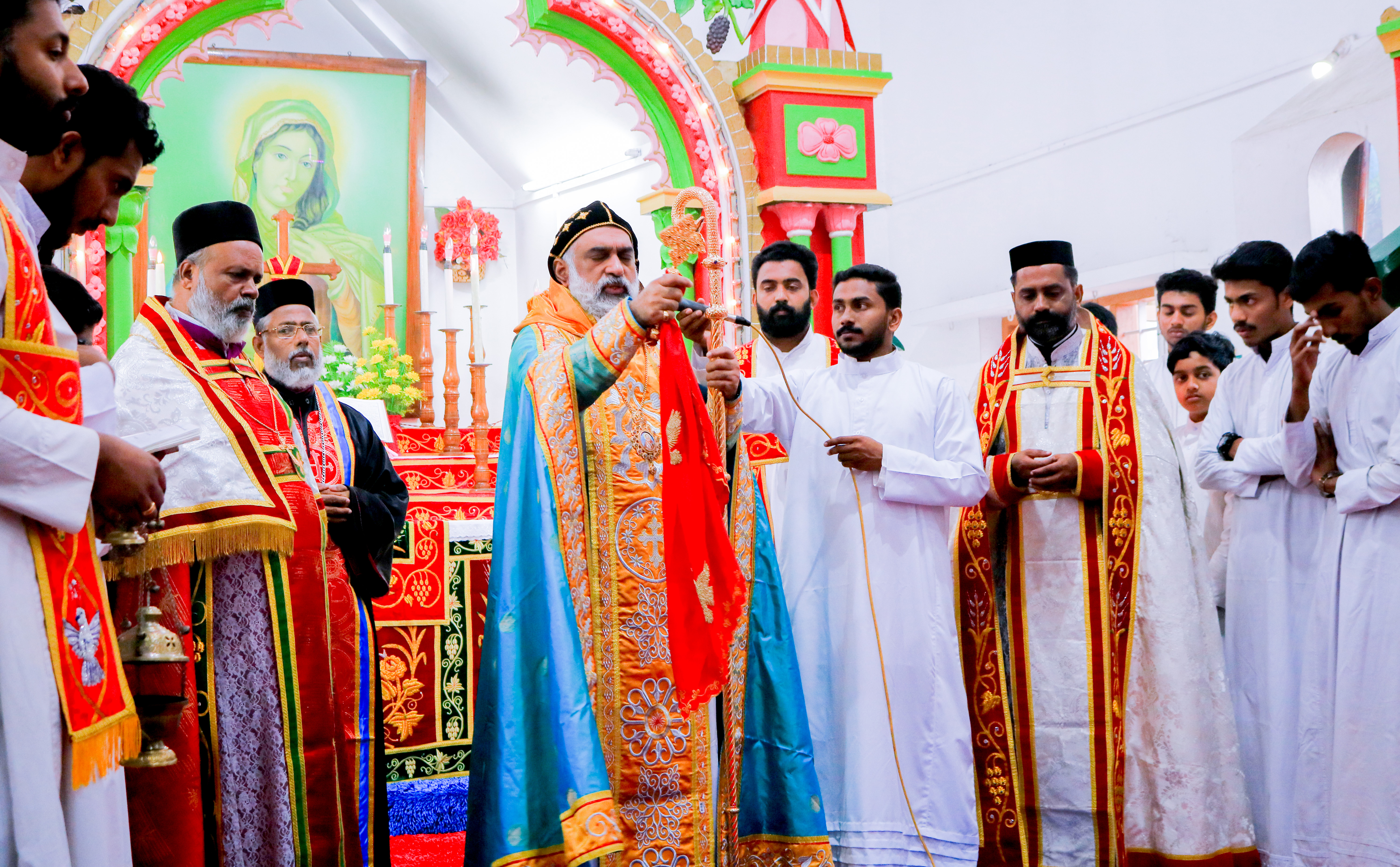
Liturgie syrské pravoslavné církve

Západosyrský neboli antiochijský ritus, označovaný také jako syrský, antiošský nebo syrsko-antiochijský,  je křesťanský ritus, který se používá v liturgii od prvních staletí našeho letopočtu. Vznikl v Syrské Antiochii, hlavním městě římské provincie Sýrie, liturgickým jazykem byla původně řečtina, přibližně od druhé poloviny 6. století syrština a nyní téměř výhradně arabština. Používá jej syrská pravoslavná církev a syrská katolická církev. Obdobnou liturgii má též Maronitská katolická církev, její však obsahuje převzaté prvky chaldejského (tj. východosyrského) ritu a původního římského (latinského), zvaného neoficiálně "předkoncilní" nebo "starý" – platil v římskokatolické církvi do liturgické reformy, provedené koncem 60. let 20. století – po 2. vatikánském koncilu (1962–1965).